# 10582 Харумі
10582 Харумі (10582 Harumi) — астероїд головного поясу, відкритий 3 жовтня 1995 року.
Тіссеранів параметр щодо Юпітера — 3,164.